# U.S. Highway 123
Der U.S. Highway 123 (kurz US 123) ist ein West-Ost United States Highway in den Vereinigten Staaten, der über eine Strecke von 120,9 km (75,1 mi) von Clarkesville in Georgia am U.S. Highway 23 bis zur Interstate 385 in Greenville im Bundesstaat South Carolina führt. Der Highway ist ein Zubringer für den U.S. Highway 23 und verlängert dessen Einzugsgebiet bis nach South Carolina in die Metropolregion Upstate.

## Verlauf

Historische Beschilderung (um 1926)

### Georgia
In Georgia beginnt der 28,49 km lange Abschnitt am US 23 östlich von Clarkesville und verläuft von dort in westliche Richtung durch den Chattahoochee-Oconee National Forest nach Toccoa. Die US 123 überquert danach an der Grenze zu South Carolina den Tugaloo River, der hier einen Seitenarm des Lake Hartwell bildet.

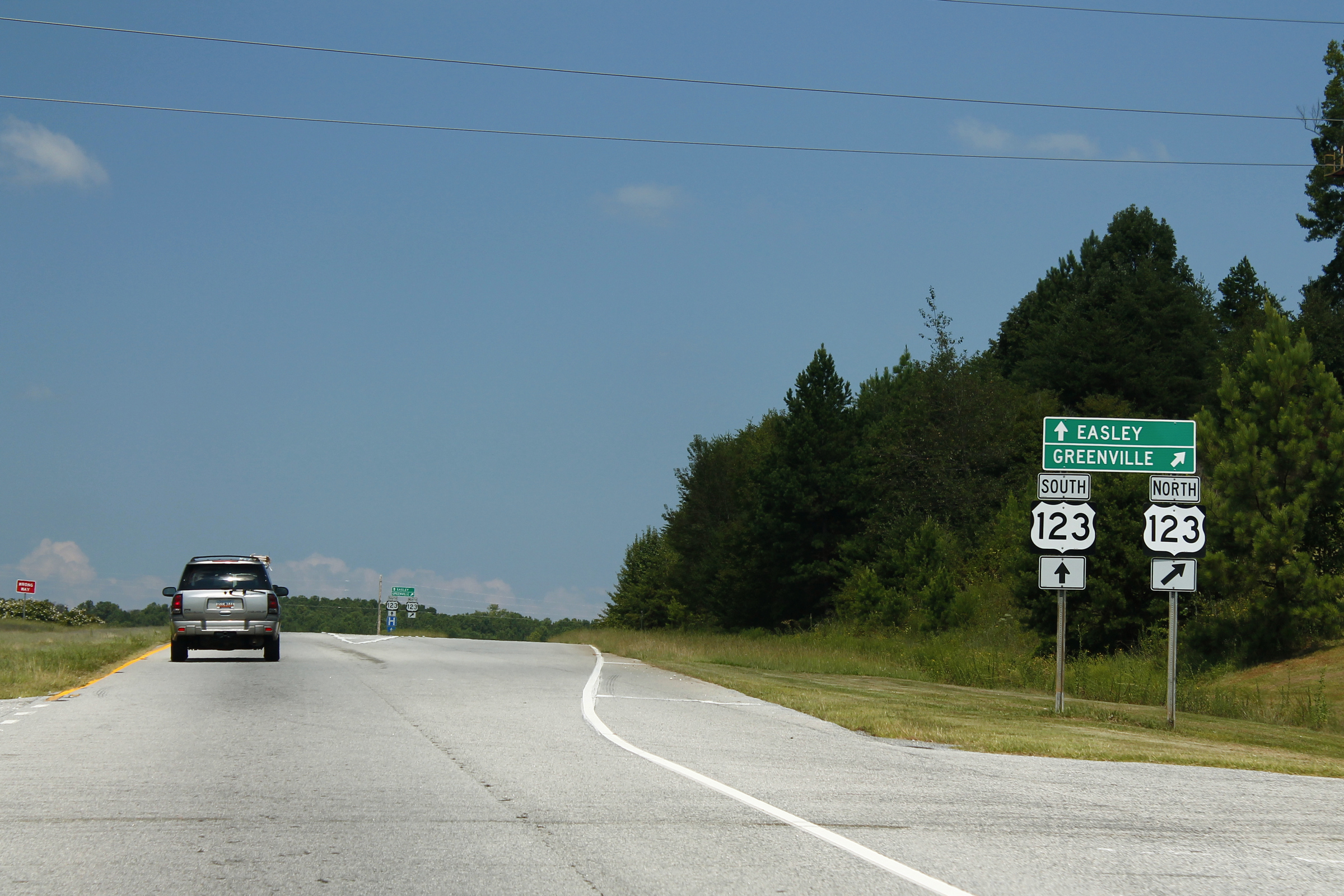
Der US Highway 123 bei Easley

### South Carolina
In South Carolina verläuft der 92,41 km lange Abschnitt zuerst durch Westminster und anschließend durch Seneca. In Clemson verläuft der Highway nördlich der Clemson University und bietet hier Anschluss an den U.S. Highway 76. Als Calhoun Memorial Highway führt die Straße südlich an Liberty vorbei nach Easley und dann weiter nach Greenville. Hier endet der Highway im Innenstadtbereich an der I 385.

## National Highway System
Der gesamte US 123 ist Teil des National Highway System, einem Netz strategischer Highways und Interstates in den Vereinigten Staaten.